# الدوري الشمالي لكرة القدم 1982–83
الدوري الشمالي لكرة القدم 1982–83 (بالإنجليزية: 1982–83 Northern Football League)‏ هو موسم من الدوري الشمالي لكرة القدم ‏، وهو أعلى دوري كرة قدم في أيرلندا الشمالية، فاز فيه نادي بليث سبارتانز.